# Nhạn đuôi trắng
Nhạn đuôi trắng (danh pháp hai phần: Hirundo megaensis) là một loài chim thuộc họ Nhạn. Nhạn đuôi trắng là loài đặc hữu của Ethiopia.
Môi trường sinh sống của nó là rừng cây bụi núi cao nhiệt đới hoặc cận nhiệt đới. Nó bị đe dọa bởi mất nơi sống.